# Buchs (Zúrich)
Buchs es una comuna suiza del cantón de Zúrich, situada en el distrito de Dielsdorf. Limita al norte con las comunas de Regensberg y Dielsdorf, al este con Niederhasli, al sureste con Regensdorf, al sur con Dällikon, al suroeste con Dänikon, y al oeste con Otelfingen y Boppelsen.

## Transportes
Ferrocarril
En la comuna existe una estación ferroviaria donde efectúan parada trenes de cercanías pertenecientes a una línea de la red S-Bahn Zúrich.